# 1회 호반배 세계여자바둑패왕전
1회 호반배 세계여자바둑패왕전은 대한민국, 중국, 일본의 대항전으로, 온라인 대국으로 진행한다.  

## 대국 결과
| 대국 | 연도   | 대국일자  | 차전  | 장소            | 승자               | 패자                 | 결과              | 기보 |
| ---- | ------ | --------- | ----- | --------------- | ------------------ | -------------------- | ----------------- | ---- |
| 1    | 2022년 | 5월 22일  | 1차전 | 인터넷 원격대국 | 우이밍 三단        | 나카무라 스미레 二단 | 162수 백 불계승   |      |
| 2    | 2022년 | 5월 23일  | 1차전 | 인터넷 원격대국 | 우이밍 三단        | 이슬주 初단          | 185수 흑 불계승   |      |
| 3    | 2022년 | 5월 24일  | 1차전 | 인터넷 원격대국 | 우이밍 三단        | 스즈키 아유미 七단   | 245수 흑 11.5집승 |      |
| 4    | 2022년 | 5월 25일  | 1차전 | 인터넷 원격대국 | 우이밍 三단        | 허서현 三단          | 221수 흑 불계승   |      |
| 5    | 2022년 | 5월 26일  | 1차전 | 인터넷 원격대국 | 우이밍 三단        | 셰이민 七단          | 197수 흑 불계승   |      |
| 6    | 2022년 | 5월 27일  | 1차전 | 인터넷 원격대국 | 김채영 七단        | 우이밍 三단          | 190수 백 불계승   |      |
| 7    | 2022년 | 5월 28일  | 1차전 | 인터넷 원격대국 | 후지사와 리나 五단 | 김채영 七단          | 205수 흑 불계승   |      |
| 8    | 2022년 | 10월 15일 | 2차전 | 인터넷 원격대국 | 리허 五단          | 후지사와 리나 五단   | 193수 흑 불계승   |      |
| 9    | 2022년 | 10월 16일 | 2차전 | 인터넷 원격대국 | 리허 五단          | 오유진 九단          | 166수 백 불계승   |      |
| 10   | 2022년 | 10월 17일 | 2차전 | 인터넷 원격대국 | 우에노 아사미 四단 | 리허 五단            | 183수 흑 불계승   |      |
| 11   | 2022년 | 10월 18일 | 2차전 | 인터넷 원격대국 | 우에노 아사미 四단 | 최정 九단            | 226수 백 불계승   |      |
| 12   | 2022년 | 10월 19일 | 2차전 | 인터넷 원격대국 | 우에노 아사미 四단 | 루민취안 六단        | 266수 백 불계승   |      |
| 13   | 2022년 | 10월 20일 | 2차전 | 인터넷 원격대국 | 저우홍위 六단      | 우에노 아사미 四단   | 207수 흑 불계승   |      |

결과 : 중국 우승(8승 3패, 위즈잉 七단은 출전하지 않음), 일본 준우승(4승 5패), 한국 3위(1승 5패)